# 곽상도
곽상도(郭尙道, 1959년 12월 23일~)는 대한민국의 검사 출신 정치인이다. 제20·21대 국회의원을 지냈다.
1983년 제25회 사법시험에 합격하여 검사로 활동하다가 2008년 대구지방검찰청 서부지청장으로 퇴직하여 변호사가 되었다. 박근혜 정부에서 2013년 청와대 대통령비서실 민정수석비서관을 역임하였고, 2015년 대한법률구조공단 이사장을 지냈다. 2016년 제20대 국회의원에 당선되었다. 2020년 제21대 국회의원에 재선되었다.

## 학력
- 남산국민학교(35회)
- 심인중학교(20회)
- 대건고등학교(27회)
- 성균관대학교 법과대학 학사
- 성균관대학교 대학원 법학 석사

## 경력
- 1983년: 제25회 사법시험 합격
- 서울지방검찰청 검사
- 서울지방검찰청 남부지청 검사
- 1998년: 대구지방검찰청 의성지청 지청장
- 1999년: 대검찰청 검찰연구관
- 2000년: 대구지방검찰청 공안부 부장검사
- 2002년: 수원지방검찰청 특별수사부 부장
- 2003년: 서울지방검찰청 특수3부 부장검사
- 2005년: 부산지방검찰청 형사1부 부장검사
- 2007년 3월~2008년 3월: 대구지방검찰청 서부지청 지청장
- 2009년 2월: 곽상도법률사무소 변호사
- 2013년 3월~2013년 8월: 대통령비서실 민정수석
- 2015년 3월~2015년 11월: 제11대 대한법률구조공단 이사장
- 2017년 10월: 자유한국당 정치보복대책특별위원회 위원
- 2017년 12월~2018년 12월: 자유한국당 원내부대표
- 2018년 2월~2018년 5월: 자유한국당 지방선거총괄기획단 대여투쟁본부 위원
- 2018년 3월~2018년 5월: 6.13지방선거 자유한국당 대구시당 공천관리간사
- 2018년 5월 23일~2018년 6월 13일: 6.13지방선거 자유한국당 대구시당 공동선거대책위원회 전략본부 본부장
- 2018년 12월: 자유한국당 문재인정권의 사법 장악저지 및 사법부 독립 수호 특별위원회 위원
- 2019년 3월: 자유한국당 좌파독재저지특별위원회 위원
- 자유한국당 대구광역시당 수석부위원장
- 2019년  12월: 자유한국당 문정권 국정농단 3대 게이트 진상조사 특별위원회 총괄본부장 겸 유재수 감찰 농단 진상조사특별위원장
- 2020년 1월~2020년 3월: 자유한국당 2020 총선 공약개발단 7정책조정위원회 과방·교육·문체 공약 총괄 공동팀장
- 2020년 2월~2020년 4월: 미래통합당 우한 폐렴 대책 태스크포스 위원
- 2020년 3월~2020년 4월: 미래통합당 대구시당 4·15총선 선거대책위원회 총괄선대본부장
- 2020년 4월~2020년 9월: 미래통합당 오·남·순 진상조사팀 위원장
- 2020년 5월~2020년 9월: 미래통합당 윤미향 더불어민주당 당선자의 부정 의혹을 규명하기위한 '위안부 할머니 피해 진상규명 전담팀 위원장
- 2020년 7월~2020년 9월: 미래통합당 대구광역시당 위원장
- 2020년 8월~2020년 9월: 미래통합당 이상직의원-이스타 비리의혹 진상규명 태스크포스 위원장
- 2020년 8월~2020년 9월: 미래통합당 코로나19 대책특별위원회 위원
- 2020년 9월: 국민의힘 오·남·순 진상조사팀 위원장
- 2020년 9월: 국민의힘 윤미향 더불어민주당 당선자의 부정 의혹을 규명하기위한 '위안부 할머니피해 진상규명 전담팀 위원장
- 2020년 9월~2021년 9월: 국민의힘 대구 중구·남구 당협위원장
- 2020년 9월~2021년 7월: 국민의힘 대구광역시당 위원장
- 2020년 9월: 국민의힘 이상직의원-이스타 비리의혹 진상규명 태스크포스 위원장
- 2020년 9월: 국민의힘 코로나19 대책특별위원회 위원
- 2021년 3월~2021년 4월: 국민의힘 4·7재보궐선거 서울시장 보궐선거 선거대책위원회 명예선대본부장
- 2021년 3월~2021년 9월: 국민의힘 부동산투기조사위원회 위원
- 2021년 7월~2021년 9월: 국민의힘 정책조정위원회 제6정조위원장

### 의정 활동
- 2016년 5월 30일~2020년 5월 29일: 제20대 국회의원(대구 중구/남구)
  - 2016년 6월~2018년 5월: 제20대 국회 전반기 교육문화체육관광위원회 위원
  - 2016년 5월~2018년 5월: 제20대 국회 전반기 윤리특별위원회 위원
  - 2018년 7월~2020년 3월: 제20대 국회 후반기 교육위원회 위원
  - 2018년 7월~2018년 12월: 제20대 국회 후반기 운영위원회 위원
  - 2018년 7월~2019년 5월: 제20대 국회 후반기 예산결산특별위원회 위원
  - 2018년 10월~2019년 8월: 제20대 국회 후반기 사법개혁특별위원회 위원
  - 2020년 3월~2020년 5월: 제20대 국회 후반기 교육위원회 간사
- 2020년 5월 30일~2021년 11월 11일: 제21대 국회의원(대구 중구/남구)
  - 2020년 7월~2021년 6월: 제21대 국회 전반기 국회운영위원회 위원
  - 2020년 7월~2021년 11월: 제21대 국회 전반기 교육위원회 위원
  - 2020년 7월~2021년 11월: 국회 ICT융합포럼 구성의원
  - 2020년 9월~2021년 11월: 제21대 국회 전반기 교육위원회 예산결산심사소위원회 위원장
  - 2021년 7월~2021년 11월: 제21대 국회 전반기 예산결산특별위원회 위원

## 논란
- 곽상도는 검사시절 강기훈 유서대필 의혹 사건의 조사를 맡았다. 이 과정에서 강압수사, 고문의혹이 제기되었으나 곽상도는 고문, 가혹행위는 없었고 밤샘조사는 당시 허용되던 상황이라고 해명했다.[2] 이후 재심에서 강기훈 유서대필 의혹 사건이 무죄로 판명되었으며 검찰은 국가배상 청구사건 항소를 포기했다.
- 신경민 의원이 국회 본회의 대정부 질문에서 “검사들의 저녁 회식 자리에 전화가 걸려왔는데 핸드폰 소리가 너무 커서 모든 참석자들이 다 들었다”면서 “(곽 수석은) ‘니들 뭐하는 사람들이냐’ ‘도대체 요즘 뭐하는거냐’고 힐난하고 빈정거렸다고 알고 있다. 이것은 수사개입 아니냐"라고 물으면서 대한민국 국가정보원 여론 조작 사건 검찰 수사에 압박을 가했다는 주장이 제기되었다.[3]
- 2009년 서모씨와 이모씨가 200억 원대 불법 자금으로 땅을 사들인 것과 관련하여 전년까지 특수통 검사로 이름을 날린 곽상도를 변호사로 선임했다. 곽상도는 변호사 선임계를 내지 않아 불법논란이 있다.[4]
- 노회찬 의원 사망과 관련하여 페이스북에 "진보정치의 이중성을 본 것 같다"는 취지의 글을 일어 논란이 일자 이후 페이스북 글을 삭제했다.[5]

- 대구 중구남구가 지역구인데 본인의 페이스북에 "송파구 장미아파트 경로당 제 3 투표소에서 서울시장 보궐선거를 했다"고 밝혀 논란이 있었으나 14일 이내에 전입신고를 하지 않으면 (주민등록법 위반으로 과태료 처분되는) 불법이다. 전입신고를 안했으면 "국회의원이 불법"이라고 할 것이니 좌파의 다소 억지 논란[6] 이는 본인의 지역구가 대구 중구남구임에도 실거주지와 주민등록지가 송파구 신천동임을 뜻한다.

### 국회 본회의 불참하고 베트남 외유성 출장 논란
2018년 12월 27일 2018년의 마지막 본회의를 불참하고 베트남 다낭으로 외유성 출장으로 보이는 출장을 가서 논란이 되고 있다. 김성태 의원과 곽상도, 신보라, 장석춘 등 한국당 운영위 의원들은 12월 27일 본회의를 불참하고 베트남으로 출국하였으며 마지막날 쟁점 사안을 둘러싼 각 상임위별 논의가 막판까지 첨예하게 진행된 가운데, 주요 상임위 소속 의원들이 본회의 등 의사일정에 불참한 것은 부적절한 행동이라는 논란이 일고 있다. 베트남에서의 행사 소요비용 대부분도 운영위 예산으로 사용된 것으로 전해졌다. 참석한 의원실 관계자는 이에 대해 "애초부터 잡혀있던 일정이라 불가피하게 갈 수밖에 없었다"며 "운영위 공식일정으로 베트남 주요 인사 등도 만날 예정이다. 외유성은 아니다"라고 해명했다.

### 아들의 화천대유 퇴직금 논란
그의 아들이 화천대유에서 근무한 사실 및 화천대유에서 퇴직금으로 50억 원을 수령한 사실이 드러나 논란이 일었다. 이는 급여에 비해 매우 큰 액수라는 점에서 논란이 되었으며, 이 사건으로 곽상도는 2021년 9월 26일 국민의힘에서 탈당했다.
대학에서 산업디자인, 대학원에서 도시·부동산 개발을 전공한 곽 의원 아들이 2015년 6월 화천대유에 입사해 2021년 3월 퇴사하기 전까지 대리 직급으로 보상팀(성남시에서 토지 수용)에서 일하였으며 월급이 233만원(2015년 7월~2018년 2월), 333만원(2018년 3월~9월), 383만원(2018년 10월~2021년 3월)을 받다가 퇴사, 퇴직금으로 50억원을 받았다.

금융감독원 전자공시시스템의 화천대유 감사보고서를 보면 2015∼2020년 6년간 화천대유가 퇴직한 직원들에게 지급한 금액은 모두 2억5천903만원이다.
서울중앙지법 형사22부(재판장 이준철 부장판사)는 건강 상실에 따른 보상 위로금으로 보기에는 이례적으로 많다는 것을 인정하면서도 "성남의뜰 컨소시엄을 위해 도움을 요청했다거나 그 요청에 따라 실제로 하나은행 임직원을 상대로 영향력을 행사했다고 보기 어렵고, 곽 씨의 입사가 성남의뜰 문제 해결대가와 관련있다고 볼 수 없다"고 밝히며 특정범죄가중처벌 등에 관한 법률상 뇌물 혐의와 알선수재 혐의에는 무죄를 선고하고 정치자금법 위반으로 벌금 800 만원을 선고하고 5000 만원의 추징을 명령했다.

## 평가
조선일보와 서울대학교 폴랩의 20대 국회의원 이념성향 분석 결과, 곽상도 의원은 +50점으로 당시 20대 국회의원 296명 중에서 가장 보수적인 의원으로 꼽혔다. 임기 시작부터 2017년 12월까지 법안 1,202건에 대한 국회 투표를 분석해 수치를 도출했으며, 가장 진보적은 -50점, 가장 보수적은 +50점으로 평가된다.

## 역대 선거 결과
|  | 60.67% |

|  | 67.49% |

## 가족 관계
- 배우자: 이성림(李性林, 1959년 10월 19일~2021년 5월 20일)[14]
  - 첫째(딸): 곽현정(郭賢禎, 1987년 10월 27일~)
    - 사위: 이재연

  - 둘째(아들): 곽병채(郭炳采, 1990년 1월 25일~)
    - 며느리: 최원경